# Bolesław Piechowski
Bolesław Piechowski (ur. 10 grudnia 1885 w Osówku, zamordowany po 12 sierpnia 1942 w Hartheim koło Linzu w Austrii) – polski duchowny rzymskokatolicki, działacz Towarzystwa Młodokaszubów, więzień KL Stutthof, KL Sachsenhausen, KL Dachau (numer obozowy 22747).
W latach 1898–1906 kształcił się w Collegium Marianum w Pelplinie i w gimnazjum w Świeciu, gdzie w 1906 roku uzyskał maturę. Studia odbywał w Seminarium Duchownym w Pelplinie. Święcenia kapłańskie otrzymał 9 marca 1913 roku. W 1926 roku został kuratusem w Lubiszewie. Po wybuchu  II wojny światowej został aresztowany przez Niemców 10 września 1939 i zatrudniony na roli do pracy u niemieckiego rolnika. Następnie przebywał w Zivilgefangenenlager Neufahrwasser w Gdańsku, potem w obozie koncentracyjnym w Stutthofie i od 10 kwietnia 1940 roku w obozie w Oranienburgu, skąd przewieziono go do Dachau. Zginął w tzw. transporcie inwalidów 12 sierpnia 1942 roku.
Dla upamiętnienia jego śmierci w kościele w Lubiszewie wzniesiono pomnik autorstwa rzeźbiarza Ignacego Zelka.